# 岔口乡 (古交市)
岔口乡，是中华人民共和国山西省太原市古交市下辖的一个乡镇级行政单位。

## 行政区划
岔口乡下辖以下地区：
岔口村、提子头村、周山庄村、安家沟村、随公沟村、关头村、大应寒村、寨底村、大济沟村、小济沟村、新房村、席麻沟村、杜里沟村、石相沟村、麻会村和梁儿上村。